# Општина Рунку (Валча)
Рунку (рум. Runcu) општина је у Румунији у округу Валча.
Oпштина се налази на надморској висини од 579 m.